# Västerås (stad)
Västerås (spreek uit: vester-oos) is een stad in het landschap Västmanland in Midden-Zweden. Het is de hoofdplaats van de gelijknamige gemeente Västerås en de hoofdstad van de provincie Västmanlands län. De stad heeft 107.005 inwoners (2005) en een oppervlakte van 5173 hectare. Ze ligt aan het Mälarmeer, net als Stockholm, dat zo'n 100 kilometer ten oosten van Västerås gelegen is.
Västerås heeft een kathedraal uit de 13e eeuw.
Västerås is een stad zoals Eindhoven in Nederland, groot geworden door twee internationale industrieën, ASEA (tegenwoordig ABB), dat Zweden als specialist op het gebied van zware elektrotechniek op de wereldkaart heeft gezet, en een groot metaalbedrijf.

## Verkeer en vervoer
Bij de plaats lopen de E18, Riksväg 56 en Riksväg 66.
In het zuidoosten, net buiten de stadsgrens, ligt het internationale vliegveld Stockholm-Västerås.
De plaats heeft een station aan de spoorlijnen Stockholm - Örebro en Oxelösund - Sala.

## Trivia
- Västerås wordt ook wel "de komkommerstad" (gurkstaden) genoemd.
- In Västerås begint Bruksleden, een 250 km lange wandelroute tussen Västerås en Avesta.

## Sport
In 2002 was Västerås een van de speelsteden tijdens het EK handbal (mannen).

## Partnersteden
- Kassel, Duitsland (sinds 1972)

## Geboren in Västerås
- Olaus Rudbeck (1630-1702), anatoom, natuurkundige en schrijver
- Set Svanholm (1904-1964), tenor
- Folke Eriksson (1925-2008), waterpolospeler
- Mai Zetterling (1925-1994), actrice en filmregisseur
- Ulf Andersson (1951), schaker
- Torbjörn Nilsson (1954), voetballer
- Ann Petrén (1954), actrice
- Stefan Pettersson (1963), voetballer
- Henrik Nyström (1969), golfer
- Jonny Rödlund (1971), voetballer
- Niklas Axelsson (1972), wielrenner
- Magnus A. Carlsson (1980), golfer
- Frida Hansdotter (1985), alpineskiester
- Niklas Backman (1988), voetballer
- Jonas Ahlstrand (1990), wielrenner
- Victor Nilsson Lindelöf (1994), voetballer
- Jonna Adlerteg (1995), gymnaste
- Gustav Lindh (1995), acteur
- Samuel Dahl (2003), voetballer

### Afkomstig uit Västerås
- Looptroop Rockers (sinds 1991), hiphopgroep